# Aparición especial
En el mundo del espectáculo, la aparición especial de un invitado es la participación de un intérprete externo (como un músico o actor) en un evento como una grabación de música o concierto, espectáculo, etc., cuando el intérprete no pertenece al elenco habitual, banda u otro grupo de actuación. En la música, a un intérprete externo a menudo se lo conoce como artista invitado. En el arte de performance, los términos rol invitado o estrella invitada también son comunes, el último término indica específicamente la aparición de una Celebridad como invitada. Este último también suele ser acreditado como estrella invitada especial o estrella invitada musical especial por algunas compañías de producción.
En la música, las apariciones de invitados a menudo se describen con las palabras en inglés featuring, with («con» en español) o and («y» en español). Se abrevia en las listas de créditos como feat, ft., f/ o f.
En una serie de televisión, una estrella invitada es un actor que aparece en uno o algunos episodios (a veces un arco de historia completa).
En programas de radio y televisión, una estrella invitada es una invitada en el programa que es una celebridad.